# Agonocryptus bispotus
Agonocryptus bispotus là một loài tò vò trong họ Ichneumonidae.